# Pelargoderus albopunctatus
Pelargoderus albopunctatus là một loài bọ cánh cứng trong họ Cerambycidae.